# Гијом Кане
Гијом Кане (фр. Guillaume Canet; Булоњ Бијанкур, 10. април 1973. године), француски је позоришни и филмски глумац, редитељ, сценариста и продуцент, познат по драмским улогама. Један је од популарнијих глумаца у Француској.
Кане је глумио у филмовима као што су Дјечије игре, Плажа, Заједно, то је све, Синоћ у Њујорку. Као редитељ и сценариста радио је на филмовима Рокенрол, Крвне везе, Мале тајне, Како кажеш и Не реци ником. За режију филма Не реци ником 2007. године, Кане је добио награду Сезар.